# Карлос Бузер
Карлос Бузер (енгл. Carlos Boozer; Ашафенбург, Западна Немачка, 20. новембар 1981) је бивши амерички кошаркаш. Играо је на позицији крилног центра.

## Биографија
Иако је рођен у војној бази у немачком Ашафенбургу, Бузер је одрастао у главном граду Аљаске, Џуну. Као клинац, Бузер је заједно с оцем током хладне аљаске године играо кошарку на терену локалне основне школе. То му је помогло да физички и ментално сазре касније у каријери. Похађао је средњу школу „Juneau-Douglas High School“. Бузер је шест година провео у браку, а развео се 2009. године, има троје деце.

## Универзитет
Бузер је два пута био члан Ол-Американ средњошколске екипе, предводивши средњу школу „Juneau-Douglas High School“ до две узастопне државне титуле првака. Иако је добио многе универзитетске стипендије, укључујући Ст. Џон'с и УЦЛА, Бузер се одлучио за универзитет Дјук. Са  Блу Девилсима освојио је титулу првака НЦАА 2001. године.

## NBA

### Кливленд Кавалирси
Бузер је изабран као 34. избор NBA драфта 2002. од стране Кливленд Кавалирса. У Кавалирсима је провео две успешне NBA сезоне. У првој сезони у просеку је постизао 10 поена и 7,5 скокова, док је у другој сезони заједно с Леброном Џејмсом у тиму постизао 15,5 поена и 11,4 скока по утакмици. Након сезоне 2003/04., Кавалирси су имали опцију задржавања Бузера као неограниченог слободног играча што је значило да Кливленд има седам дана да изједначи понуду коју играч добије од интересената или да га задржи још једну сезону у којој ће добити 695.000 $ и постати слободан играч. Кавалирси су тврдили да су постигли договор с Бузером и његовим агентом те је обећао да ће након истека истека садашњег уговора Бузер добити нови шестогодишњи уговор вредан 38.000.000 $.
За Бузера је током тог периода било заинтересовано неколико NBA тимова и на крају је Јута понудила Бузеру шестогодишњи уговор вредан 70.000.000 $. Кливленд није могао изједначити понуду Џезера јер би тако прекорачили оно нешто слободног износа на селери кепу, тзв. Mid Level Exception (део износа од 5.800.000 $). На крају је Бузер прекршио обећање и потписао богатији уговор с Јута Џезом.

### Јута Џез
Бузер је у првој сезони у дресу џезера (2004/05.) просечно постизао 17 поена и 9 скокова, и показао велике способности у игри на човека. Међутим, претрпео је повреду и пропустио каснији део сезоне. Џезери су по други пут у 22 године пропустили плејоф, а јавност је критиковала власника клуба Лерија Милера због недовољног труда око екипе.
Почетком сезоне 2005/06., Бузер се и даље опорављао од повреде, а потом му се погоршала повреда тетиве колена и пропустио је прву половину сезоне. На паркет се вратио крајем фебруара, улазећи у игру са клупе. Средином марта натраг се вратио у стартну петорку Џеза. Од тада, Бузер је до краја сезоне играо врло импресивно и просечно постизао преко 20 поена и 10 скокова, и тако се наметнуо као стартни крилни центар Џезера. Почетак нове сезоне 2006/07. започео је у великој форми; проглашен је за играча недеље Западне конференције и помогао је свом тиму остварити скор 12-0.
23. новембра 2007. у другој утакмици првог круга плејофа 2007. године против Хјустон рокетса постигао је 41 поен (шут 15/19) и имао девет скокова. Тиме је изједначио рекорд каријере који је поставио месец дана раније у утакмици против Вашингтон Визардса, а придодао је и 16 скокова. Исто тако је предводио Џезере у седмој утакмици серије против Рокетса, када је постигао 35 поена, 14 скокова и два одлучујућа слободна бацања за пролазак у други круг. Џезери су и у другом кругу плејофа били успешни. У пет утакмица били су успешнији од Голден стејт Вориорса и изборили су своје прво финале Западне конференције након 1998. године. Иако су Џезери у пет утакмица поражени од искуснијих Сан Антонио Спарса, Бузер се показао као користан и издржљив играч. У сезони је одиграо 74 утакмице (од могућих 82) и у просеку постизао 20,9 поена, 11,7 скокова по утакмици. У плејофу је имао још бољу статистику и у просеку постизао 23,5 поена и 12,2 скока у 17 одиграних утакмица.
Почетком нове NBA сезоне 2007/08., Бузер је изабран за играча месеца новембра на Западној конференцији. Средином месеца децембра налазио се међу најбољих пет играча у категоријама: поени, скокови и проценту шута из игре. Касније је испао из свих категорија, али је наставио са солидним бројкама. Бузер је још једном као замена позван на NBA Ол-стар меч и у 19 одиграних минута постигао 19 поена и 10 скокова. 13. фебруара 2008. против Сијетл Суперсоникса постигао је свој први трипл-дабл учинак од 22 поена, 11 скокова и 10 асистенција. У плејофу су Џезери другу годину заредом у првом кругу избацили Хјустон Рокетсе. Рокетси су на Бузеру играли бољу одбрану од прошлогодишње и лимитирали га на 16,0 поена и 11,7 скокова по утакмици. Међутим, Џезери су у шест утакмица прошли Рокетсе, али су у другом кругу такође у шест утакмица поражени од Лос Анђелес Лејкерса.
У сезони 2008/09., Бузер је имао приличних проблема са повредама и одиграо је тек 37 утакмица, но остварио је добре просеке од 16,2 поена и 10 скокова те је био један од најбољих играча Џезера. 19. новембра 2009. одиграо је последњу утакмицу пре него што је повредио колено, након чега је покушао конвенционалним начином и методама опоравити се од повреде. Након неког времена су обе стране схватиле да је бољи начин опоравка операција, па су испланирали да се Бузер на паркет врати након Ол Стар утакмице 2009. године. Пре повреде просечно је постизао 20,5 поени и 11,7 скокова по утакмици. На паркет се вратио након четири недеље паузе.
На крају сезоне, Бузеров останак у Јути постао је упитан; пре је одбио активирати последњу годину уговора, али се касније предомислио и уз гарантованих 12.700.000 $ одлучио остати у дресу Џезера и идуће сезоне. Следећу сезону (2009/10.) завршио је са просеком од 19,5 поена и 11,2 скока.

### Чикаго Булс
Како му је истекла последња година уговора, Бузер је постао слободан играч. Након што су велике звезде прелазног рока, Двејн Вејд и Крис Бош одлучили како ће у дресу Мајамија кренути у битку за NBA титулу, Бузер је договорио петогодишњи уговор с Чикаго Булсима вредан 80.000.000 $.

## Успеси

### Репрезентативни
- Олимпијске игре:  2008,  2004.
- Светско првенство до 21 године:  2001.

### Појединачни
- Учесник НБА Ол-стар утакмице (2): 2007, 2008.
- Идеални тим НБА — трећа постава (1): 2007/08.
- Идеални тим новајлија НБА — друга постава: 2002/03.